# گروه اس‌ام‌اس

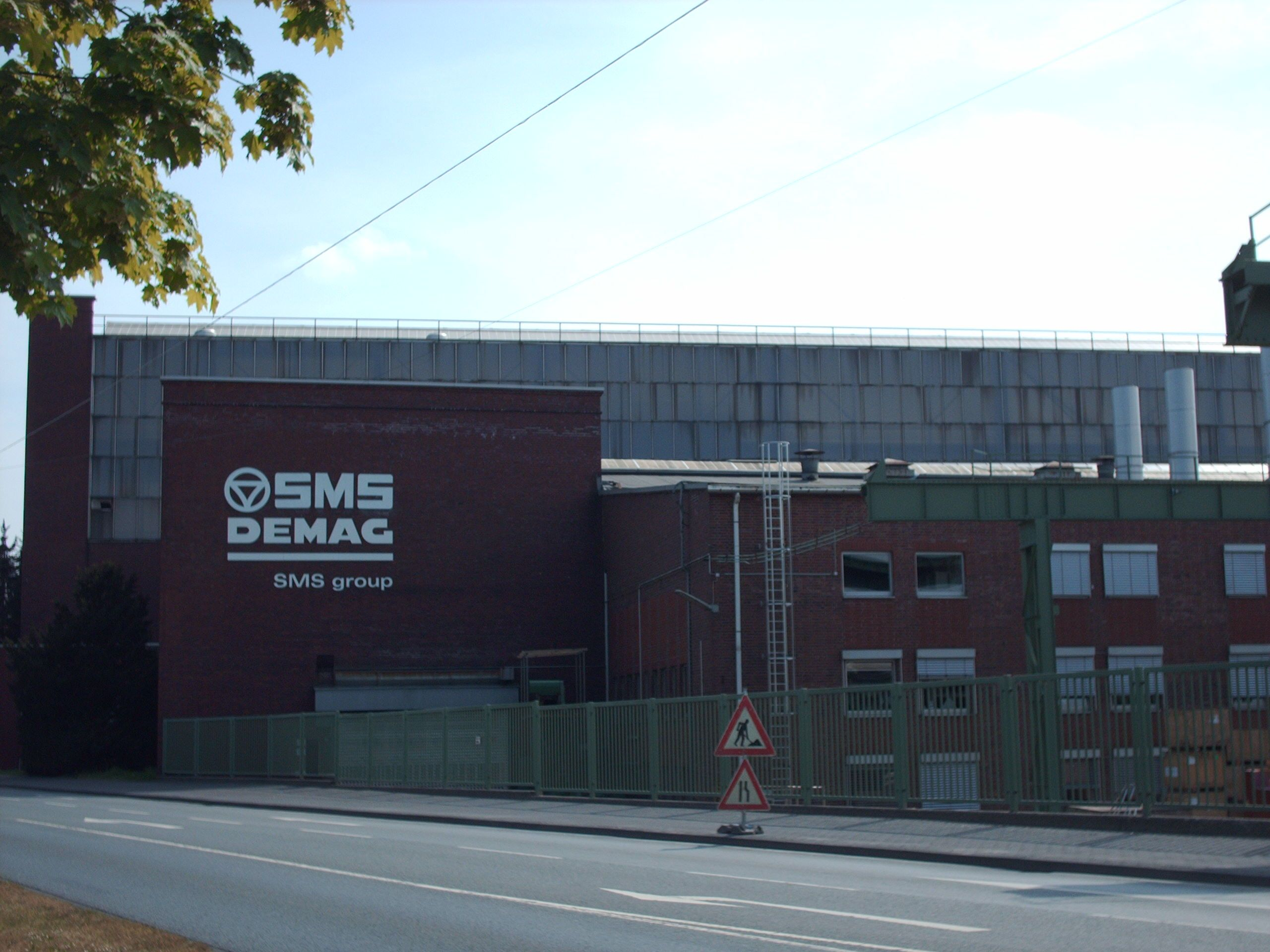
اس‌ام‌اس دیماگ آگ - مکان کارخانه

گروه اس‌ام‌اس، (که پیش‌تر اس‌ام‌اس دیماگ آگ نامیده می‌شد) یک شرکت بین‌المللی آلمانی است که در سال ۱۸۷۱ تأسیس شده‌است و در زمینه فناوری متالورژی و نورد فعالیت می‌کند. این شرکت متعلق به اس‌ام‌اس هلدینگ است که خود متعلق به خانواده هاینریش ویس می‌باشد.